# Ryan S-C
Ryan S-C byl americký dvoumístný samonosný celokovový jednomotorový dolnoplošný sportovní letoun s jednoduchými ocasními plochami a pevným ostruhovým podvozkem.

## Vznik

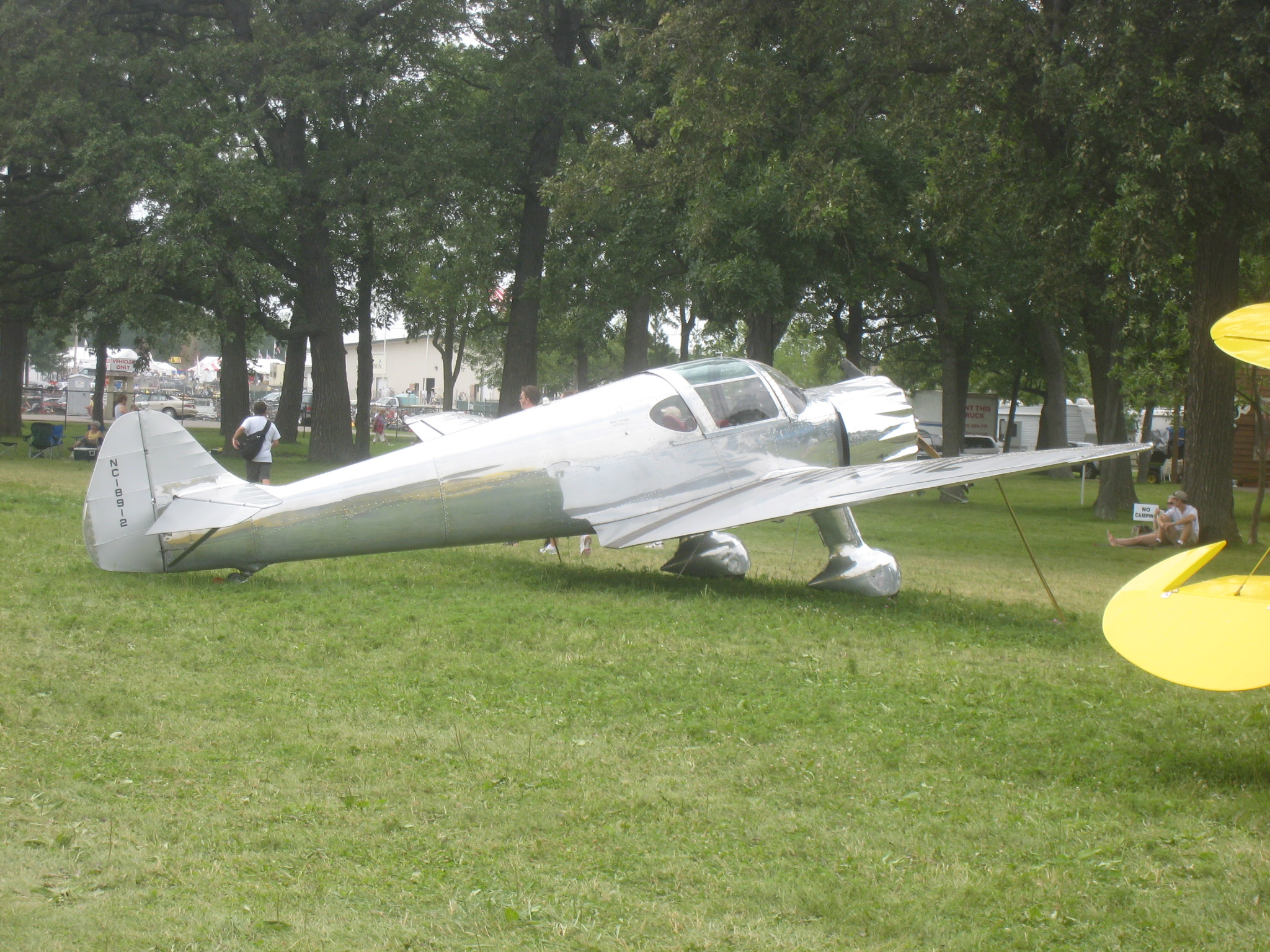
Ryan SCW-145 (NC8912)

Zkušenosti s konstrukcí a výrobou celokovových vojenských cvičných letounů Ryan S-T přivedly v roce 1936 Claude Ryana k myšlence uplatnit kovovou konstrukci také u sportovního letounu. C. Ryan realizací projektu pověřil šéfkonstruktéra W. von der Meera a technického ředitele Milarda C. Boyda.
Počátkem roku 1937 byla hotová sádrová maketa v měřítku 1:1 konečných tvarů stroje Ryan S-C (Sport-Cabin), která se shodovala včetně povrchu s požadovaným letounem. Následně byly zhotoveny negativní sádrové odlitky všech zakřivených ploch trupu, z nichž byly do písku odlity tvarové lisovací šablony ze zinkové slitiny. Negativní matrice pak vznikly nastříkáním olova na zinkové odlitky. Sestaveno tak bylo přes 200 tvarovacích dvojic pro lisování zakřivených potahových plechů celého S-C. K řezání plochých plechů byly připraveny ocelové šablony.

## Vývoj
První prototyp S-C byl hotov na začátku léta 1937 a v polovině roku jej zalétal zkušební pilot John Fornasero. Pohonnou jednotku tvořil čtyřválec Menasco C-4S, opatřenou dřevěnou dvoulistou vrtulí Hartzell. Koncem léta 1937, po uzavření státních zkoušek, obdržel S-C prozatímní letový certifikát a počátkem podzimu jej převzala Ryanova letecká škola v San Diegu. Zde sloužil především při elementárním výcviku sportovních pilotů.
O několik měsíců později prošel dalšími testy, při nichž se testovaly jeho vlastnosti v provozu, nároky na údržbu a ekonomie provozu. V průběhu zkoušek konstruktéři navrhli zástavbu hvězdicového sedmiválce Warner Super Scarab o výkonu 108 kW. Spotřeba paliva se mírně snížila, motor se snadněji udržoval a v praktickém provozu byl méně citlivý než řadový Menasco. Jedinou další nutnou úpravu představovala instalace přechodu mezi trupem a křídlem. Z typu S-C se tak stal SCW-145, jehož osvědčení o letové způsobilosti bylo vydáno v říjnu 1937.
Po obdržení osvědčení se rozběhla reklamní akce souběžně s přípravou produkce pětadvaceti kusů první série, která měla přijít na trh počátkem jarní letové sezóny 1938.

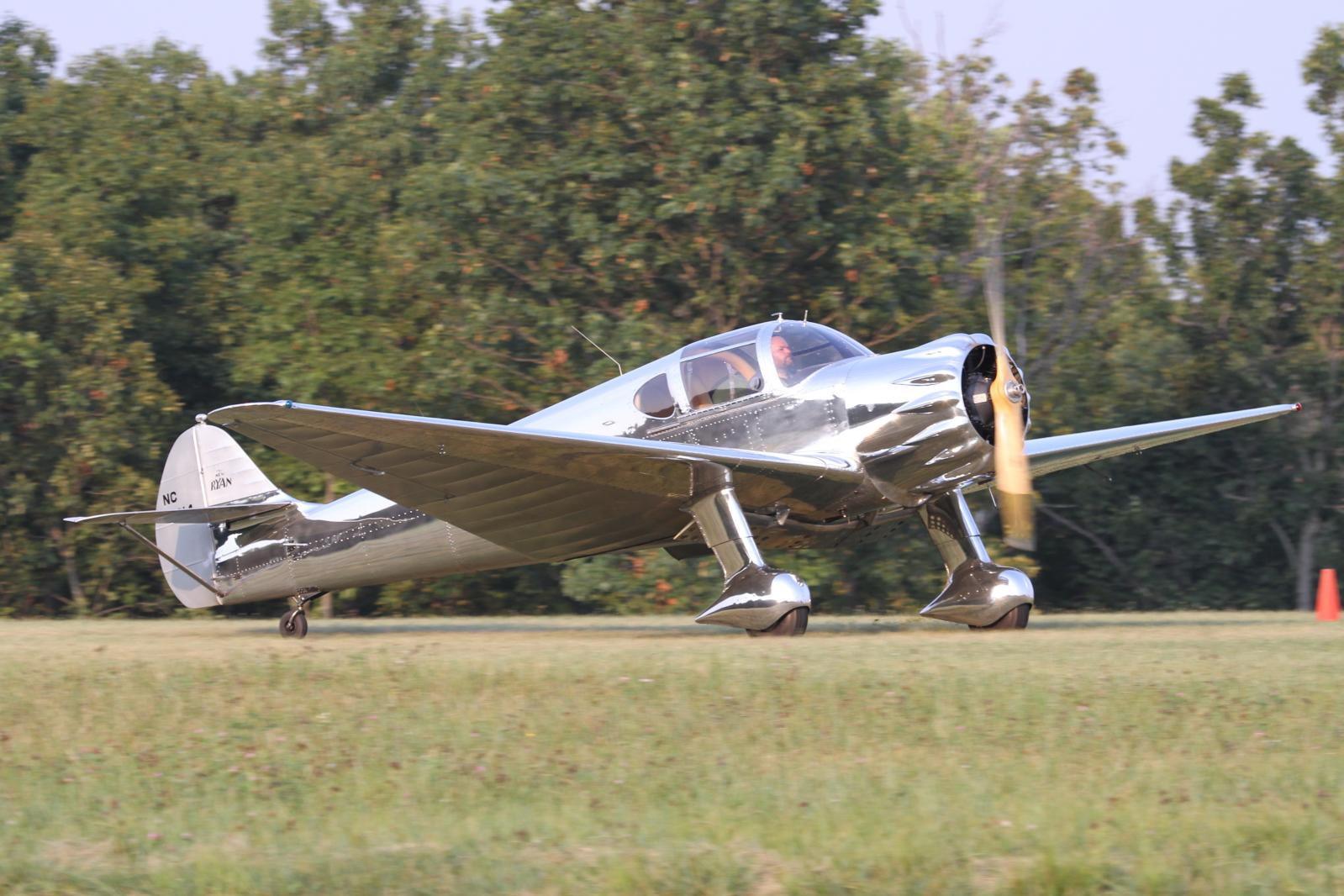
Ryan SCW-145 (NC18914)

V tomto období byla společnost Ryan zahlcena vládními zakázkami na výrobu vojenských cvičných strojů S-TM, takže rozběhlá sériová výroba byla po dohotovení dvanáctého letounu SCW zastavena. Obnovení výroby se předpokládalo po zvládnutí vládní zakázky. V Evropě však vypukla druhá světová válka, vojenské objednávky neklesaly a navíc přišly velké zakázky na stavbu dílů bojových letadel. Výroba sportovních SCW tak nepřicházela v úvahu.
Po válce se uvažovalo o obnovení produkce SCW v modernější podobě. Po několika ekonomických rozborech, na jejichž základě se měl letoun prodávat ve dvou verzích standardního S-C145W a inovovaného S-C165W se silnějším motorem Warner Super Scarab, bylo rozhodnuto o licenční výrobě typu North American Navion. Nový perspektivnější Ryan Navion definitivně ukončil záležitost předválečného SCW.

## Provozovatelé
Ze série dvanácti exemplářů se jeden dostal do Mexika a další do Brazílie, ostatních deset zůstalo v USA.
Několik SCW používaly hollywoodské filmové společnosti ve svých válečných filmech k imitaci japonských stíhacích letounů Nakadžima Ki-27.
Další stroje létaly ve službách pomocné civilní pobřežní stráže Civil Air Patrol na atlantickém pobřeží.

## Specifikace

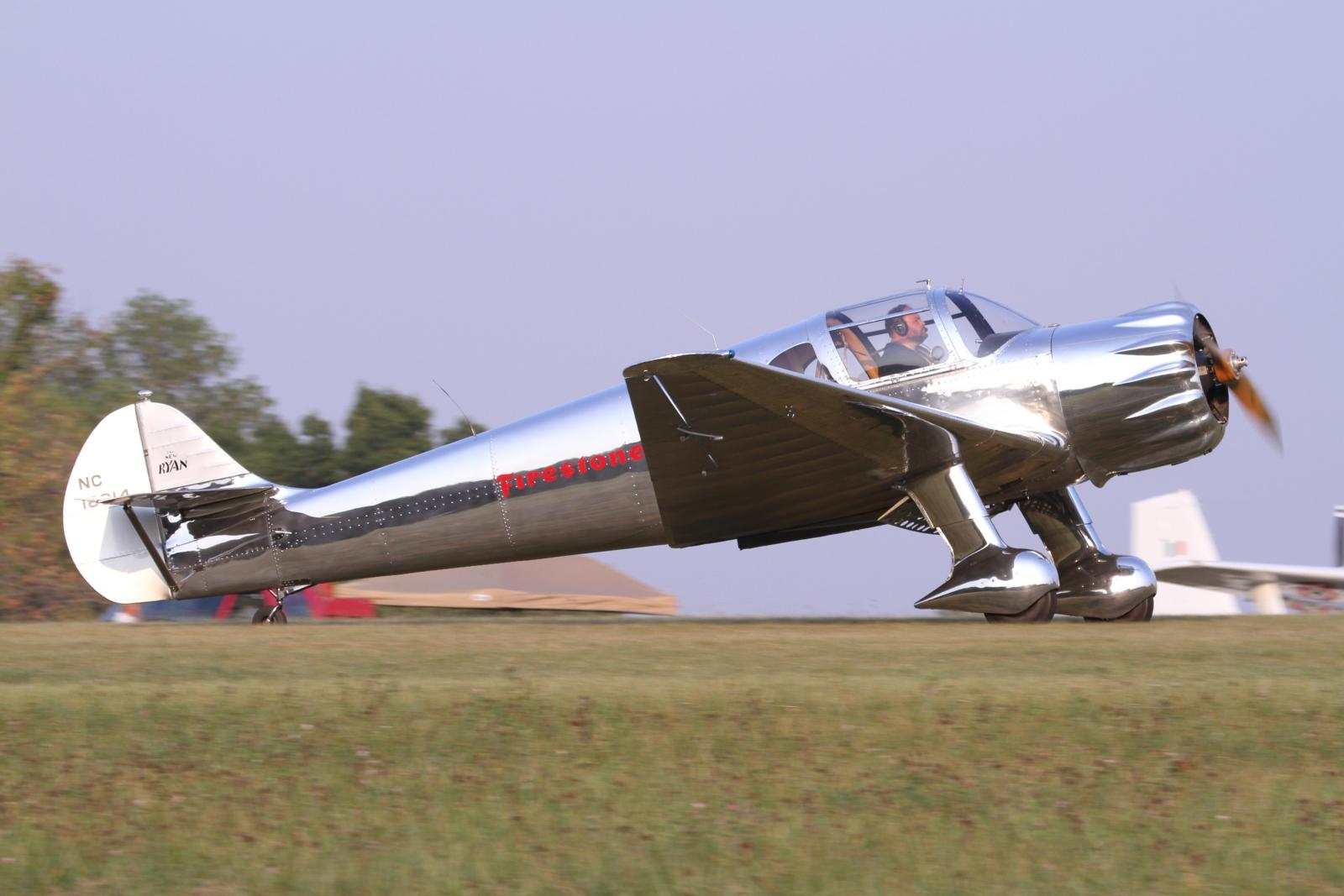
Ryan SCW-145 (NC18914)

Údaje dle

### Technické údaje
- Osádka:
- Rozpětí: 11,43 m
- Délka (série): 7,73 m
- Délka prototypu: 8,11 m
- Výška: 2,13 m
- Nosná plocha: 18,76 m²
- Prázdná hmotnost: 632 kg
- Vzletová hmotnost: 975 kg
- Pohonná jednotka:
- Výkon pohonné jednotky:

### Výkony
- Maximální rychlost: 225 km/h (v 915 m)
- Cestovní rychlost: 196 km/h (v 915 m)
- Cestovní rychlost: 209 km/h  (v 5000 m)
- Přistávací rychlost: 72 km/h
- Počáteční stoupavost: 3,3 m/s
- Maximální dostup: 5486 m
- Dolet: 832 km